# نهائي كوبا ليبرتادوريس 1998
نهائي كوبا ليبرتادوريس 1998 هو آخر مواجهة ذهابًا وإيابًا لتحديد بطل كوبا ليبرتادوريس . وخاضها نادي فاسكو دا جاما البرازيلي لأول مرة ونادي برشلونة الإكوادوري. أقيمت مباراة الذهاب في 12 أغسطس في ملعب ساو جانواريو في ريو دي جانيرو، مع مباراة الإياب يوم 26 أغسطس في مونومنتال إيسيدرو روميرو في غواياكيل.